# لارسن بی (آلاسکا)
لارسن بی (به انگلیسی: Larsen Bay) شهری در بخش کودیاک آیلند، آلاسکا ایالت آلاسکا است که جمعیت آن در سرشماری سال ۲۰۰۰ میلادی ۱۱۵ نفر بوده‌است.